# Pierre Broussel

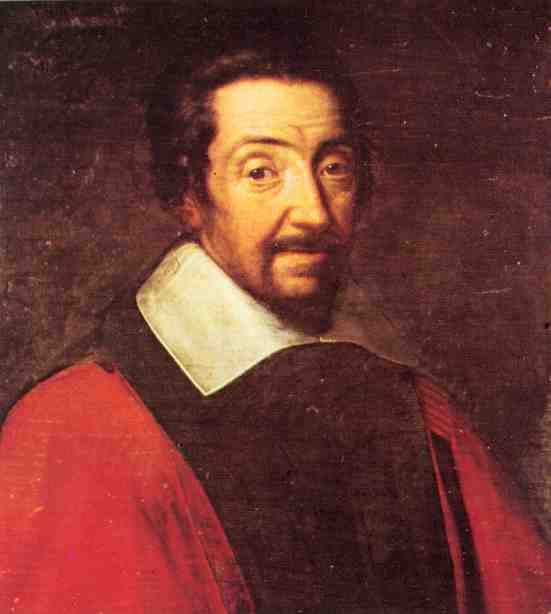
Portret Broussela z 1653 roku

Pierre Broussel (ok. 1575–1654) – francuski polityk epoki Ludwika XIII i Ludwika XIV, przewodniczący paryskiego parlamentu, jeden z przywódców parlamentarnej Frondy. Jako przewodniczący parlamentu od 1637 i popularny polityk w maju 1648 roku sprzeciwił się podwyżkom podatków i ograniczaniu prawa do rejestracji ustaw, wprowadzanym przez kardynała Mazarin. Wraz z innymi politykami został aresztowany przez niego 26 sierpnia 1648. Protesty paryżan zmusiły jednak niechętnego mimo wszystko Mazarina do uwolnienia jego i Nicolasa Potier de Novion 2 dni później. Stanął na czele parlamentarnej frondy. W 1649 roku Parlement okrzyknął go zarządcą Bastylii, a w lipcu 1652 – provostem paryskich kupców (teoretycznie burmistrzem miasta). Z tej funkcji zrezygnował jeszcze przed końcem 1652; nie dawała mu ona też realnej władzy. Kiedy zawierano pokój w rok później, Broussela nie objęła amnestia. Ostatecznie zmarł na wygnaniu, a bunt nie odniósł spodziewanych skutków.
Pojawia się jako bohater książki Dwadzieścia lat później Aleksandra Dumas.